# Jean de Horst
Ne doit pas être confondu avec Jean Ier de Lantwyck, son petit-fils.

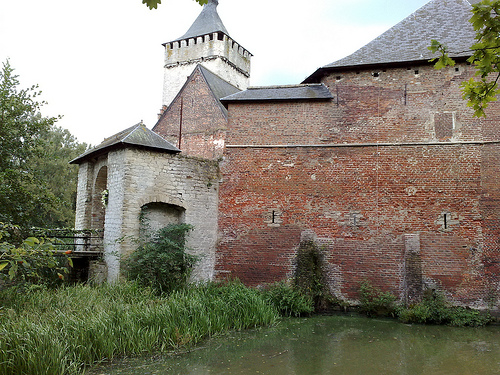
L'entrée du château ainsi que le grand donjon sont très certainement les parties les plus anciennes du château.

Jean de Thunnen/Horst, chevalier, est le premier sire de Horst. Horst est pour la première fois mentionné dans des documents de 1263 et 1268 lorsque Jean van Thunen arrive au château et change son nom en Jean de Horst. Son père, Rembald van Thunnen, est maire de Tirlemont.

## Descendance
Il est le père de :
- Arnold de Lantwyck, chef de nom et d'armes de la maison de Lantwyck
- Adam Ier de Lantwyck

et le grand-père de :
- Jean de Lantwyck, qui épouse le 27 mars 1292, Marguerite de Brabant dite de Tervueren, fille naturelle légitimée du duc Jean Ier de Brabant.
- Mathilde de Lantwyck, qui épouse Godefroid de Gossoncourt, seigneur de Gossoncourt et de Vaalbeek.

Dans son ouvrage, de LANTWIJCK Essai d'une généalogie de cette famille du XVe au XVIIIe siècle, le chanoine Jean Cassart écrit :
« Nous ne savons pourquoi les seigneurs de Rhode-Saint-Pierre reçurent ou prirent le surnom de Lantwyck et comment ce surnom devint le patronyme de leurs descendants. Nous supposons qu'il faut chercher son origine dans une seigneurie de ce nom que nous trouvons le 12 janvier 1485 en la possession de maître Jacques de Gondebault, secrétaire du duc de Brabant, avec celle de Linkhout ; M. Frédéric Collon a bien voulu nous apprendre que Lantwyck se situait à Linkhout et constituait une seigneurie indépendante de celle du village. »

## Armes des seigneurs de Rode et Horst et la famille (de/van) Lantwyck
Armes comme décrites: d'argent à trois fleurs de lis au pied coupé de gueules (Rode), au franc-quartier d'or a trois pals de gueules (Berthout, seigneurs de Malines). Le franc quartier est parfois brisé d'un franc quartier d'hermines qui est Berthout de Duffel, seigneurs de Rethy. Cimier : une fleur de lis de l'écu.(nombreuses variantes)

de Lantwyck
de Lantwyck (Rethy)

## Propriétaires successifs duchâteau de HorstduXIIIesiècleà1369
- Jean de Horst (avant 1263 jusqu'à 1268/1291)
- Arnold de Lantwyck, chef de nom et d'armes de la maison de Lantwyck (avant 1268/1291 jusqu'à 1292)
- Mathilde de Lantwyck et Godfried de Gossoncourt de (1292 jusqu’à 1292)
- Adam Ier de Lantwyck (de 1292 jusqu’à 1292)
- Jean Ier de Lantwyck et Marguerite de Tervueren (de 1292 jusqu’à 1312?)[4]
- Arnold de Lantwyck (de 1312? jusqu’à 1323?)
- Adam II de Lantwyck (de 1341 jusqu’à 1350?)
- Jean II de Lantwyck (de 1357 jusqu’à 1369)